# Gabinete de Numismática
El Gabinete de Numismática es uno de los núcleos museológicos que conforman el llamado Museo da Cidade de Oporto, que cuenta con una de las mayores colecciones de numismática de Portugal, centrada en monedas griegas, romanas, visigodas, cristianas, árabes y portuguesas.  

## Configuración actual

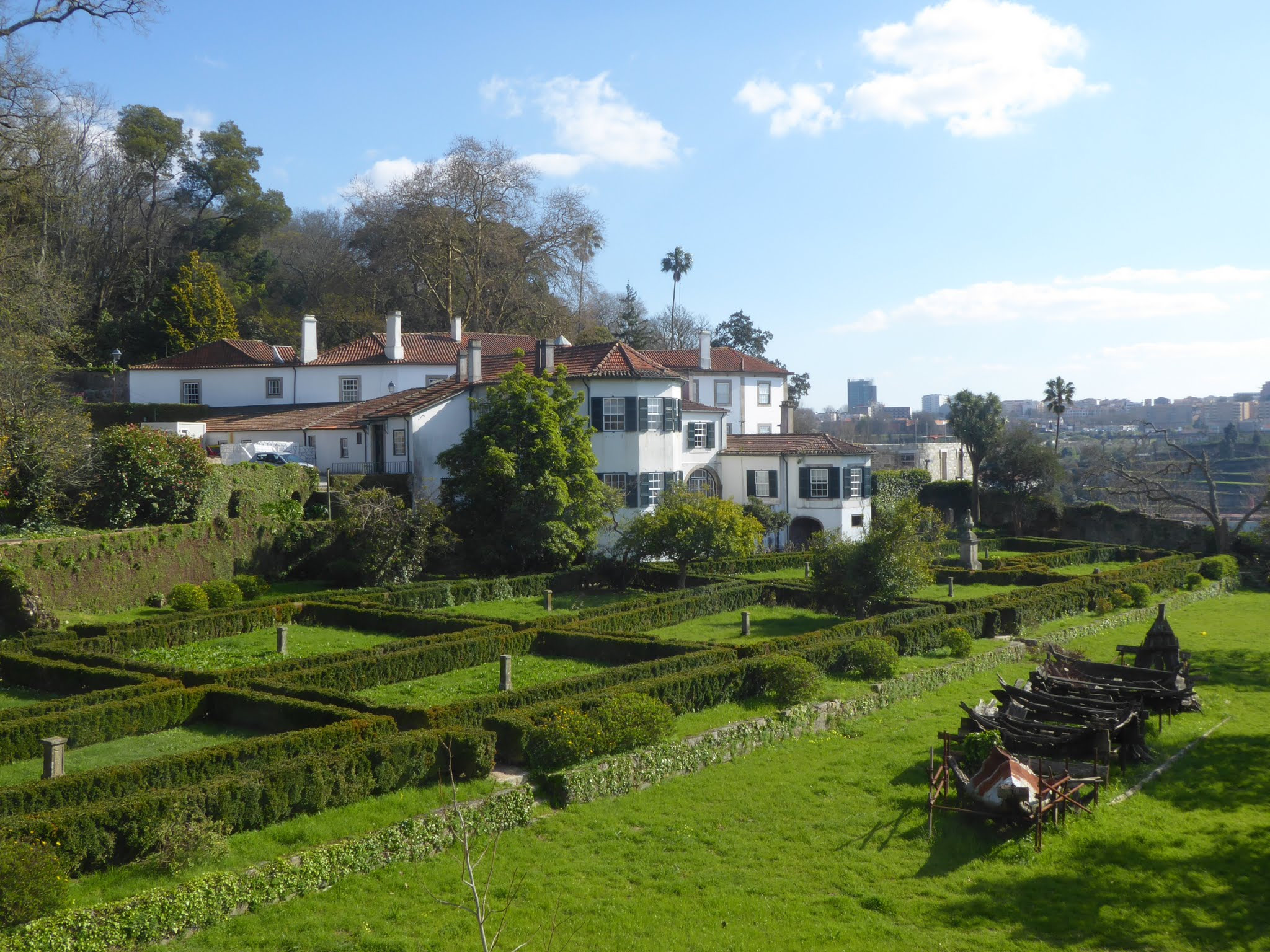
La Casa Tait, donde estuvo instalado el Gabinete de Numismática entre 1988 y 2009.

El Museo da Cidade es la denominación que se le da a un conjunto de núcleos museológicos repartidos por la ciudad de Oporto. Además del Gabinete de Numismática, los núcleos restantes son el yacimiento arqueológico de la Rúa D. Hugo, la Casa do Infante (Torre Norte), el Museo del Vino de Oporto y el Museo Romántico da Quinta da Macieirinha.
Está ubicado en el Palacete de los Vizcondes de Balsemão (siglo XVIII), en el número 71 de la Plaza de Carlos Alberto, en Baixa do Porto.

## Historia
La colección se inició en 1850, con la adquisición de la colección privada de João Allen (1781-1848) por parte del municipio para la constitución del Museo Municipal de Oporto, inaugurado en 1852 en la rúa da Restauração.
No fue hasta 1937 cuando se inició el proceso de inventariado de la colección, que posteriormente fue trasladada al Palacio de los Carrancas, de la misma ciudad, donde se inauguró el Museo Nacional de Soares dos Reis, en 1942.
La colección permaneció en esa nueva localización hasta su traslado a las instalaciones de la conocida como Casa Tait (o Quinta do Meio), en la freguesia de Massarelos, en diciembre de 1988.
En septiembre de 2008, el Gabinete de Numismática fue trasladado a sus actuales instalaciones en el Palacete de los Vizcondes, en la Plaza de Carlos Alberto, donde se muestran monedas, medallas, condecoraciones, sellos y matrices de papel moneda, con series que recorren toda la historia de la numismática, desde los orígenes de la moneda hasta la actualidad, pasando por ejemplares de origen griego, romano, suevo, visigodo o árabe.
El 1 de febrero de 2018 se llevaron a cabo obras de mantenimiento y rehabilitación de las instalaciones que motivaron el cierre temporal del museo.